# Via Rizzoli
Via Francesco Rizzoli, o semplicemente Via Rizzoli, è una strada del centro storico di Bologna ubicata nel Quartiere Santo Stefano, che collega le due torri (Asinelli e Garisenda) con Piazza del Nettuno e Piazza Maggiore.
La via è intitolata al chirurgo e filantropo Francesco Rizzoli, che donò le proprie ricchezze al Comune felsineo per la costruzione di un ospedale ortopedico, l'attuale Istituto Ortopedico Rizzoli.
Rappresenta oggi un fondamentale snodo stradale-pedonale del centro storico cittadino e polo dello shopping.

## Storia

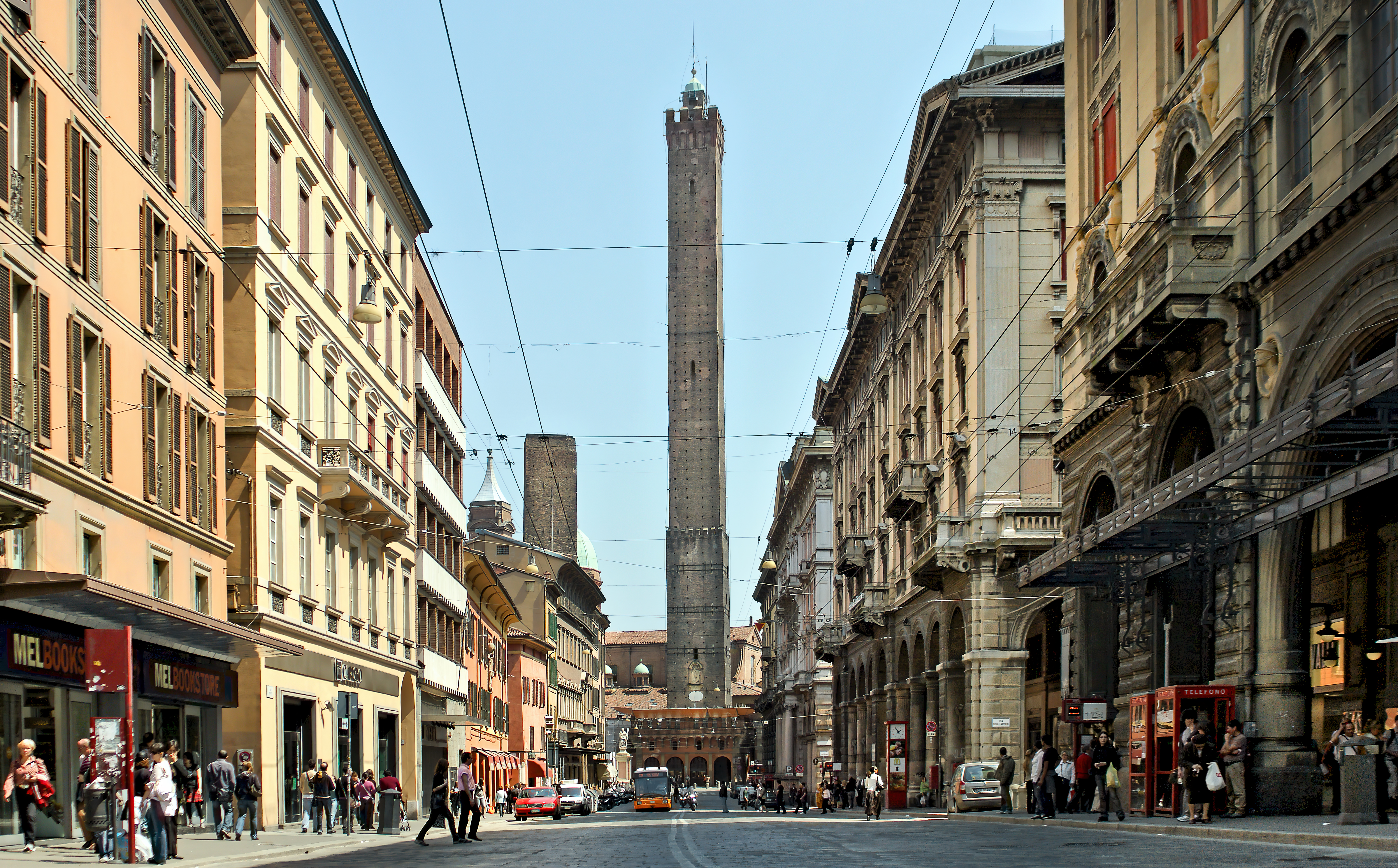
Le torri degli Asinelli e Garisenda al termine di via Rizzoli.

Il tratto era anticamente parte del decumano massimo della Bononia romana ed incluso nella Via Emilia, che collegava in linea retta Ariminum (Rimini) con Placentia (Piacenza). 
Alla fine del XIII secolo era denominata Forum medii (Mercato di mezzo), toponimo spiegabile con il grande mercato di granaglie che si teneva tra il mercato di Piazza di Porta Ravegnana e quello di Piazza Maggiore. È presumibile che nel Medioevo la strada fosse movimentata e sulla ridotta carreggiata si affacciassero edifici con portici in legno, abbattuti nel 1496 al fine di allargarla facendone un luogo di passeggio, dopo aver trasferito il mercato.
La via nel suo aspetto odierno fu invece costruita agli inizi del XX secolo: il piano regolatore del 1889 aveva difatti previsto lo sventramento del Mercato di Mezzo nonché l'allineamento di altre strade antistanti. Nel processo di ammodernamento furono pertanto demoliti alcuni edifici storici (quali Palazzo Lambertini e l'antica residenza dell'Arte dei Beccai) e fu allargata la carreggiata. In questo stesso periodo vennero realizzati gran parte degli edifici che si affacciano sulla strada, come la Casa Commerciale Barilli e Palazzo Ronzani.

## Trasporti
La strada è servita dal trasporto pubblico locale su gomma gestito da TPER ed è all'interno della zona T, formata dalle vie Rizzoli, Ugo Bassi e Indipendenza.